# Save the Last Dance 2
Save the Last Dance 2 (Espera al último baile 2 y Pasión y baile 2) es una película estadounidense de 2006, secuela de Espera al último baile (2001). Fue estrenada directamente en DVD el 10 de octubre de 2006, distribuida por Paramount en colaboración con MTV. Ninguno de los actores que compusieron el reparto de Espera al último baile, aparecen en la segunda parte. El cantante de R&B y pop, Ne-Yo, participa en la película.

## Argumento
La película continua la historia de Sara (ahora interpretada por Izabella Miko), que pasa a ser una estudiante de la Escuela Juilliard. Como se destaca a la condición de alumno estrella, Sara se debate entre su amor por el ballet tradicional y su pasión por los ritmos callejeros urbanos de hip-hop, todo esto complicado aún más por su nuevo amor, Miles músico de hip-hop (interpretado por Columbus Short). Este nuevo filme plantea un enfrentamiento entre la cruda honestidad de la danza hip-hop y el mundo respetable del ballet clásico. Sara se da cuenta de que sólo ella puede apoderarse de su destino y enfrentarse al futuro con la confianza necesaria para conseguir su éxito, sin importar el camino que elija. La coreógrafa de Sara era la Mama de Miles, por lo cual Sara al estar enamorada de Miles genera enfrentamientos entre madre e hijo.

## Reparto
- Izabella Miko es Sara Johnson.
- Columbus Short es Miles Sultana.
- Jacqueline Bisset es Monique Delacroix.
- Aubrey Dollar es Zoe.
- Ian Brennan es Franz.
- Maria Brooks es Katrina.
- Tracey 'Tre' Armstrong es Candy.
- Seana McKenna es Simone Eldair.
- Cameron Wiley es Dancer.
- Ne-Yo es Mixx.

## Recepción
Christopher Null de Filmcritic.com se mostró bastante crítico con la película, quejándose de que "los neumáticos recauchutados para la danza original casi por completo". Señala que Miko carece del aspecto de la niña en comparación con el encanto de Stiles, pero sugiere que interpreta mejor el papel de bailarina.

## Distribución
La película fue puesta a la venta en formato VHS y DVD el 10 de octubre de 2006. Esta edición incluía un making of de la película.